# 隔離 (陳凱詠歌曲)
隔離是香港女歌手陳凱詠於2020年推出的粵語歌曲，是她的代表作之一，由嚴曉蕾作曲，陳耀森、朱敏希填詞。

## 創作與製作

### 背景
陳凱詠於2019年以歌手身份出道，初期作品曲風以輕快為主，2020年5月推出的天生二品成為她首支四台冠軍歌，至同年8月推出了這支曲風迥異、標榜為「少女式情歌」的隔離。:121

### 曲詞
隔離時長4分31秒，以
拍的A大調創作，每分鐘120拍，由嚴曉蕾負責作曲，陳耀森及朱敏希填詞，蘇道哲及Nic Tsui編曲，馮翰銘監製。
歌詞描述被心儀對象刻意疏離的女子心聲。其創作時正值2019冠状病毒病疫情，歌名「隔離」及部分歌詞以疫情期間施行的隔離措施比喻女子的遭遇。:120-121
歌詞中亦大量使用當代常用的社交媒體及社交軟件相關的概念，例如WhatsApp的「藍剔」與「單剔」、Instagram的「限時動態」。:121-122

## 發行
2020年8月14日由香港環球唱片發行至各主要音樂串流平台，並於相近時期被派送至香港商業電台等台。2021年被收錄於陳凱詠的個人專輯《Processing》。

## MV及宣傳
此歌的MV由陳凱詠親自擔任女主角，男主角則由顧定軒出演，兩人合演一對情侶。兩人早已相識，數年前亦曾在一學生影片作品中合演情侶。以往陳凱詠的歌曲MV都是由她一人主演，這是首次有其他人與她共同主演MV。其中一幕男女主角被一塊透明膠板隔開，以表達主題「隔離」。
此歌獲得佳績後，陳凱詠為答謝歌迷，親自製作了一段以此歌為背景音樂的舞蹈短片，片中她身穿黑色高叉吊帶裙，與多位女舞蹈員演出現代舞，於2020年9月上載至YouTube。

## 翻唱版本

### 官方
2020年9月，推出陳凱詠與創作歌手林家謙合唱的Studio Live Duet（錄音室現場二重唱）版本，由林家謙、崔展鴻、Steffunn 勳、Chan Siu Kei編曲。陳凱詠與林家謙同期出道，但形象迥異。這合唱版的歌詞略有改動，例如二重唱部分中的男方歌詞「隔籬有我」修改自原版歌詞「隔離了我」，利用了同音的粵語詞彙「隔離」與「隔籬」（旁邊之意）。對唱中，女方演繹原版的單戀女子，而男方則通過修改後的歌詞演繹默默守候在她身邊的男子。:121這個翻唱版本在YouTube上的觀看次數比原版還要多。

### 其他
- 2021年7月，香港女歌手倪辰於一個個人音樂會翻唱了此歌。[16]

## 迴響
此歌推出後廣受注目，在不同數碼平台的榜單（包括日榜、週榜等種類）中獲得多個冠軍，此歌MV的YouTube影片亦是陳凱詠歌曲MV中第一個獲得超過一百萬點擊率的影片。繼天生二品之後，此歌再次取得成功，被視為進一步奠定陳凱詠於香港流行音樂界的地位。
與林家謙的合唱版本在《Billboard》香港歌曲榜最高排行13位，上榜共36週。

### 派台成績
| 週榜榜單（2020年） | 最高排名 |
| ------------------ | -------- |
| 903                | 13       |
| RTHK               | 3        |
| 997                | 3        |
| ViuTV              | 5        |

### 獎項
| 版本             | 頒獎年月   | 頒獎禮                               | 獎項                    | 結果   |
| ---------------- | ---------- | ------------------------------------ | ----------------------- | ------ |
| 原版             | 2020年12月 | 2020年度新城勁爆頒獎禮               | 勁爆歌曲（之一）        | 獲獎   |
| 原版             | 2021年1月  | 2020年度JOOX TOP聽推介頒獎禮（香港） | 年度TOP聽推介．本地歌曲 | 第10位 |
| Studio Live Duet | 2021年1月  | 2020年度YAHOO!搜尋人氣大獎（香港）   | 人氣合唱歌曲            | 獲獎   |

### 評價
樂評自媒體年粵日的樂評人認為此歌的社交媒體用語貼近當今香港人生活:121。樂評人林綸詩認為此歌是能反映人們感情生活隨社交媒體變化的當代歌曲之一。
年粵日的樂評更推測歌詞不止寫愛情，一些歌詞如「阻止我搞清楚」可能包含了對於當時某些社會現象的暗喻。:122
年粵日的樂評又稱讚Studio Live Duet版同時使用「隔離」與「隔籬」兩詞，甚為巧妙，讓詞中的故事內容更豐富及動人:121。林家謙亦自言這合唱版加深了歌詞的層次。

## 備註
1. ↑  「十四天 大概足以證實 他已狠心離棄」借用了當時普遍的十四天隔離期。
2. ↑  其他修改如「十四天 大概足以證實 他已狠心離棄」改成男方歌詞「十四天 大概足以證實 情傷你會治理」， 女方自述的「我」改成男方口中的「你」，等等。
3. ↑  隔離在主流五台的派台成績只是一般，但官方MV影片點擊率甚高，遠高於陳凱詠囊括四台週榜冠軍的兩首歌天生二品及I Wish。